# Adem Izghouti
Mohamed Adem Izghouti, né le 20 août 1996 à Alger, est un footballeur algérien. Il évolue au poste de milieu offensif au MO Béjaïa en Ligue 2. 
Le 27 mai 2016, Izghouti fait ses débuts professionnels en faveur du CR Belouizdad, en entrant lors d'un match de première division algérienne contre le DRB Tadjenanet.
Il remporte avec le CR Belouizdad la Coupe d'Algérie en 2017. Il entre en jeu à la 111e minute de la finale disputée au Stade du 5 juillet.

## Palmarès
- Vainqueur de la Coupe d'Algérie en 2017 avec le CR Belouizdad